# Mike Williams (DJ)
Mike Williams (* 27. November 1996; bürgerlich Mike Willemsen) ist ein niederländischer DJ und Musikproduzent, der überwiegend in den Bereichen Future Bounce und Future House aktiv ist. 2016 veröffentlichte er seine ersten erfolgreichen Single-Veröffentlichungen und trat erstmals bei großen Festivals auf. 2017 feierte er mit dem Lied Feel Good, das er zusammen mit Felix Jaehn produzierte, seinen ersten Single-Chart-Erfolg.

## Karriere

### Bis 2015: Musikalische Anfänge
Williams begann im Alter von vier Jahren Klavier zu spielen. Mit zwölf fing er mit dem Produzieren von Musik an. Zu Beginn seiner Karriere veröffentlichte Williams Remixes und Bootlegs. Erstes Ansehen anderer Künstler, darunter Oliver Heldens, erhielt er 2014 für sein Bootleg der Single Blame von Calvin Harris. Am 31. Januar 2015 veröffentlichte er seine Debüt-Single Konnichiwa durch Eigenvertrieb. Wenige Monate später produzierte er gemeinsam mit dem niederländischen DJ und Produzenten Dastic das Lied Candy. Parallel steuerte er einen Remix zu dem Lied I Really Like You der US-amerikanischen Sängerin Carly Rae Jepsens bei. Dieser wurde auf SoundCloud mehr als drei Millionen Mal abgespielt, wodurch er weitere Bekanntheit erntete.

### 2016: Musikalischer Durchbruch durch Zusammenarbeit mit Tiësto
Im Herbst 2015 lernte Williams während des Amsterdam Dance Events den niederländischen DJ und Produzenten Tiësto kennen, der ihm mitteilte, ein Fan seiner Musik zu sein. Infolgedessen wurde sein Track Sweet & Sour von Tiëstos Plattenlabel Musical Freedom signiert und Williams selber vom Mutterlabel Spinnin’ Records unter Vertrag genommen. Sweet & Sour wurde im Februar 2016 als Single herausgebracht und konnte bis auf Platz 6 der Charts des Musikportals Beatport vorrücken. Nachdem Tiësto Williams im März 2016 während seines Auftritts beim Ultra Music Festival auf die Bühne geholt hatte, spielte er unter anderem beim Mysteryland und Electric Daisy Carnival. Des Weiteren steuerte er einen offiziellen Remix zu dem Lied The Right Song (Wombass) von Tiësto, Oliver Heldens und Natalie La Rose bei. Nach der Veröffentlichung des Liedes Groovy George, das er in Zusammenarbeit mit Justin Mylo aufnahm, folgte im August 2016 mit I Want You eine Kollaboration zwischen Tiësto und Williams. Im Oktober 2016 erschien seine Debüt-Single auf Spinnin’ Records. Diese trug den Titel Take Me Down.

### 2017: Große Festival-Auftritte & kommerzieller ErfolgFeel Good

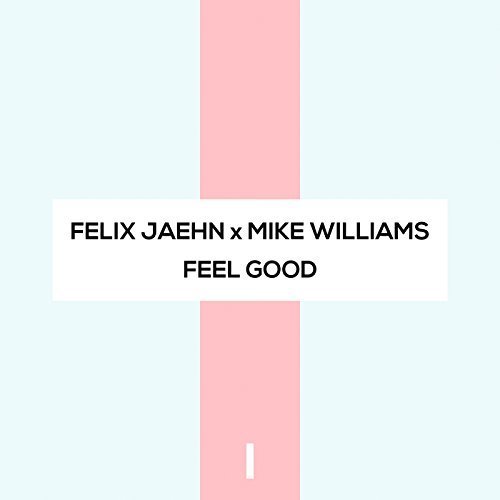
Cover der Single „Feel Good“

Im Januar 2017 startete Williams seine eigene wöchentliche Radioshow namens Mike Williams on Track, von der im Oktober 2022 die 300. Episode erschien. Parallel veröffentlichte er im Januar 2017 das Lied Bambini, mit welchem er ein weiteres Mal die Top 10 der Beatport-Charts erreichte. Im Frühjahr 2017 folgte das Lieder Another Night, dessen Gesang vom US-amerikanischen Sänger Matluck beigesteuert wurde. Am 13. März 2017 gab Williams in den sozialen Medien bekannt, dass sein Laptop im Zuge eines Einbruches in sein Haus gestohlen wurde. Für Hinweise, die zur Überführung des Täters beihelfen, wurde eine Belohnung von 2000 US-Dollar geboten. Am 27. April 2017 trat er beim SLAM! Koningsdag 2017 im AFAS Stadion in Alkmaar auf. Am 8. Mai 2017 veröffentlichte er gemeinsam mit der US-amerikanischen Indie-Pop-Sängerin Brēzy das Lied Don’t Hurt, für das zudem ein offizielles Musikvideo veröffentlicht wurde. Kurz darauf folgte ein offizieller Remix zu dem Lied Hunter vom US-Duo Galantis.
Am 3. Juli 2017 erschien das Lied Let’s Go, das er in Zusammenarbeit mit dem niederländischen DJ-Duo Lucas & Steve sowie dem Musiker Curbi produzierte. Das offizielle Musikvideo erschien zwei Tage nach Veröffentlichung und wurde mit allen vier Musikern in Amsterdam gedreht. Anfang August 2017 veröffentlichte Williams gemeinsam mit dem deutschen DJ Felix Jaehn die Single Feel Good. Williams erzählte hierzu, dass die Zusammenarbeit bereits im Jahr 2015 stattfinden sollte, aus zeitlichen Gründen jedoch immer weiter aufgeschoben wurde. 2016 ließ Jaehn ihm schlussendlich den Gesang des Liedes zukommen, woraufhin Williams anschließend das Instrumental beisteuerte. Das Ergebnis entwickelte sich zu einem kommerziellen Erfolg, der auf Spotify über 120 Millionen Mal gestreamt wurde. Zudem konnte er sich elf Wochen in den deutschen und vier Wochen in den österreichischen Musikcharts halten. Wenige Wochen später erschien der Copyright-Free-Track Step Up, der in Zusammenarbeit mit Tom & Jame entstand. Im September 2017 folgte, gemeinsam mit Brooks, das Lied Jetlag, im Oktober die Solo-Single Melody (Tip Of My Tounge) und im November 2017 der Song You & I, seine zweite Kollaboration mit dem Produzenten Dastic.

### 2018: Erfolg mitLullabyundWait Another Day
Im Januar 2018 veröffentlichte Williams das Lied Lullaby, das in Zusammenarbeit mit dem niederländischen DJ und Produzenten R3hab entstand und vom schwedischen Duo Smith & Thell gesungen wurde. Dieses konnte an den Erfolg an Feel Good anschließen und erreichte auf Spotify ebenfalls über 120 Millionen Streams. Zudem rückte es bis in die Top 10 der norwegischen sowie die Top 100 der schwedischen Single-Charts. Mit den Liedern Feels Like Yesterday im März 2018 und Give It Up im Mai 2018 erschienen zwei weitere kommerzielle Singles. Im Juli 2018 veröffentlichte er das Instrumentalstück The Beat, das die Monate zuvor seinen Intro-Track darstellte. Der Song zeichnete sich durch seine eingängige Melodie aus, welche auch im offiziellen Musikvideo thematisiert wird. Der niederländische DJ und Produzent Hardwell, der einen Remix zu The Beat produzierte, spielte im Musikvideo ebenfalls mit. Im September 2018 folgte der Song Rocket, der lose auf der Melodie des Liedes Irgendwie, irgendwo, irgendwann basiert. Am 7. Dezember 2018 veröffentlichte Williams das Lied Wait Another Day, das in Zusammenarbeit mit dem niederländischen DJ und Produzenten Mesto produziert wurde. Als Sänger und Songwriter assistierte das niederländische Musiker-Duo The Companions. Das offizielle Musikvideo erschien am selben Tag und stellt eine Videoserie dar, die eine Liebesbeziehung thematisiert.

### 2019:I’m Not Sorry,Wait For YouundDynamite

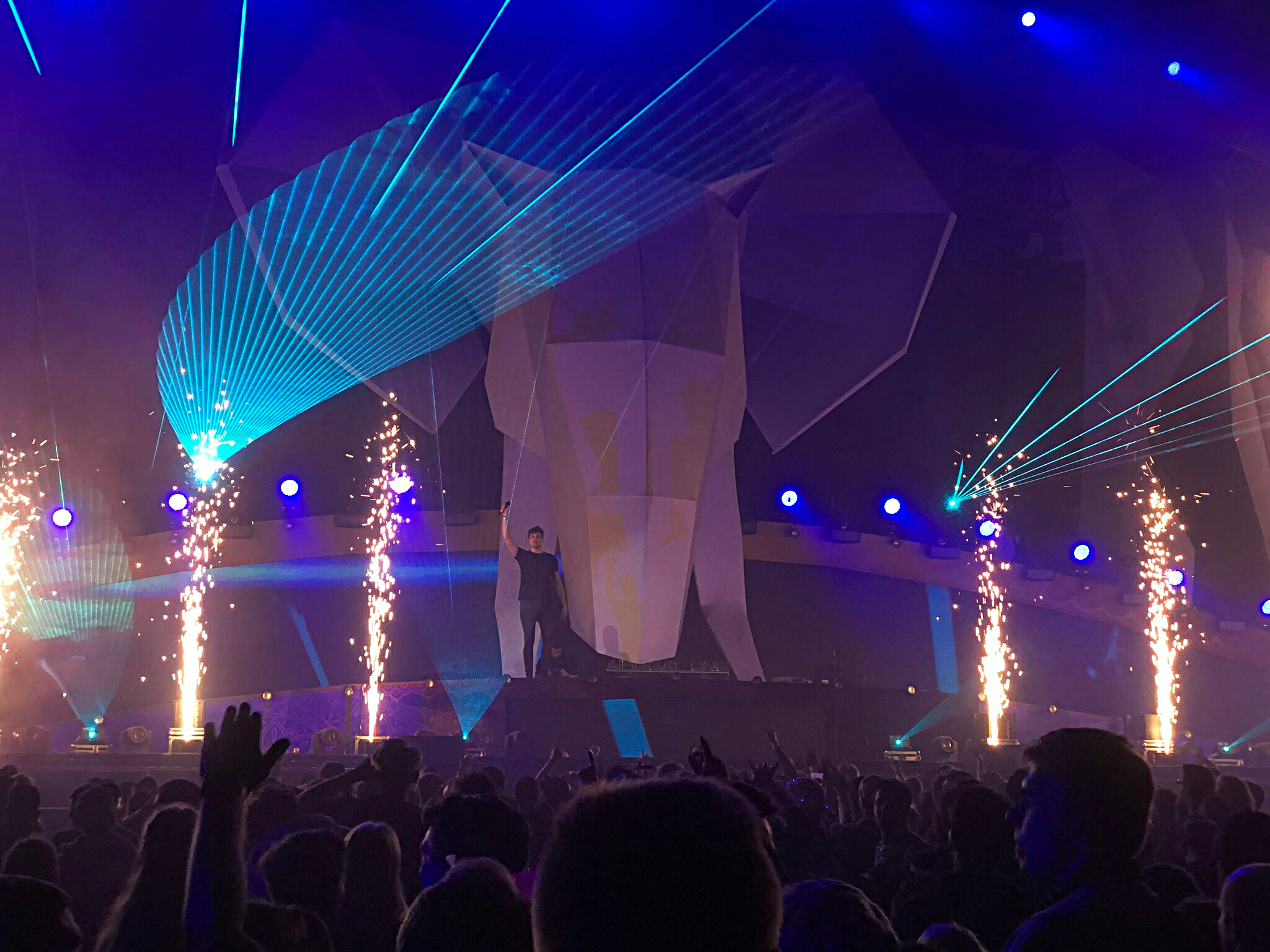
Mike Williams während seines Auftritts beim Airbeat One Festival (2019)

Am 25. Januar 2019 veröffentlichte Williams das Lied I Got You, dessen Musikvideo die Geschichte von Wait Another Day fortführt. Gesungen wurde das Lied von Robin Valo, mit dem er bereits an dem Lied Feels Like Yesterday gearbeitet hatte. Ende Februar 2018 gab Williams bekannt, dass die beim ADE 2018 gemeinsam premierte Kollaboration mit dem niederländischen Produzenten Hardwell im März 2019 erscheinen würde. Der Track basiert auf einem Vocal-Sample, auf das Williams und Hardwell während eines gemeinsamen Studioaufenthalts stießen. Mit dem Titel I’m Not Sorry wurde der Future-Bounce-Track am 8. März 2019 veröffentlicht. Das offizielle Musikvideo wurde in der thailändischen Provinz Phuket gedreht und zeigt die Asia’s-Next-Top-Model-Teilnehmerin Dorothy Petzold in der Hauptrolle. Im Mai 2019 folgte der Song Wait For You, der seine erste Produktion im Bereich der Popmusik darstellte. Als Sängerin unterstützte ihn die schwedische Sängerin Maia Wright, die auch eine Rolle im Musikvideo, das an I Got You anschließt, übernahm. Am 26. Juli 2019 veröffentlichte Williams das Lied Kylie, das seine dritte Zusammenarbeit mit Dastic darstellte. Der Song ist eine Coverversion des gleichnamigen Liedes der rumänischen Band Akcent aus dem Jahr 2005. Ende Juli 2019 spielte Williams erstmals auf der Hauptbühne des Tomorrowland. Am 30. August 2019 wurde das Lied Day Or Night veröffentlicht. Am 1. November 2019 erschien der Track Dynamite, der in Zusammenarbeit mit Nicky Romero und Sängerin Amba Shepherd entstand.
Bei der Wahl der Top 100 DJs durch das DJ Magazine belegte Williams im Jahr 2017 den 60., 2018 den 66., 2019 den 54. und 2020 den 90. Platz.

### 2020:Make You Mine
Am 30. Dezember 2019 wurde im von Spinnin’ Records veröffentlichten Future-Hits-Mix der Song Make You Mine angekündigt, dessen Gesang von der schwedischen Songwriterin Moa Lisa beigesteuert wurde. Diese schrieb zuvor bereits Williams Lied Wait for You. Der Song erschien am 17. Januar 2020 als Single.

## Diskografie

### EPs
- 2022: Storylines

### Singles
| Jahr | Titel Album         | Höchstplatzierung, Gesamtwochen, AuszeichnungChartplatzierungen (Jahr, Titel, Album, Platzierungen, Wochen, Auszeichnungen, Anmerkungen) | Höchstplatzierung, Gesamtwochen, AuszeichnungChartplatzierungen (Jahr, Titel, Album, Platzierungen, Wochen, Auszeichnungen, Anmerkungen) | Höchstplatzierung, Gesamtwochen, AuszeichnungChartplatzierungen (Jahr, Titel, Album, Platzierungen, Wochen, Auszeichnungen, Anmerkungen) | Höchstplatzierung, Gesamtwochen, AuszeichnungChartplatzierungen (Jahr, Titel, Album, Platzierungen, Wochen, Auszeichnungen, Anmerkungen) | Höchstplatzierung, Gesamtwochen, AuszeichnungChartplatzierungen (Jahr, Titel, Album, Platzierungen, Wochen, Auszeichnungen, Anmerkungen) | Anmerkungen                                                               |
| Jahr | Titel Album         | DE | AT | CH | NL | Dance | Anmerkungen                                                               |
| ---- | ------------------- | --- | --- | --- | --- | --- | ------------------------------------------------------------------------- |
| 2017 | Feel Good I         | DE72 Gold · (11 Wo.)DE | AT66 Gold · (4 Wo.)AT | — | — | — | Erstveröffentlichung: 4. August 2017 Verkäufe: + 255.000; mit Felix Jaehn |
| 2018 | Lullaby –           | — | — | — | — | Dance27 (12 Wo.)Dance | Erstveröffentlichung: 26. Januar 2018 Verkäufe: + 45.000; mit R3hab       |
| 2021 | Without You Breathe | DE— aDE | — | — | — | — | Erstveröffentlichung: 12. Mai 2021 mit Felix Jaehn feat. Jordan Shaw      |

Weitere Veröffentlichungen
| - 2015: Konnichiwa - 2015: Candy (mit Dastic) - 2015: Battlefield (als Wllms mit Robby East) - 2016: Sweet & Sour - 2016: Groovy George (mit Justin Mylo) - 2016: I Want You (mit Tiësto) - 2016: Take Me Down - 2017: Bambini - 2017: Another Night (feat. Matluck) - 2017: Don’t Hurt (feat. Brēzy) - 2017: Let’s Go (mit Lucas & Steve & Curbi) - 2017: Step Up (mit Tom & Jame) - 2017: Jetlag (mit Brooks) - 2017: Melody (Tip of My Tongue) - 2017: You & I (mit Dastic) - 2018: Feels Like Yesterday (feat. Robin Valo) - 2018: Give It Up - 2018: The Beat - 2018: Rocket - 2018: Wait Another Day (mit Mesto) - 2019: I Got You - 2019: I’m Not Sorry (mit Hardwell) - 2019: Wait For You (feat. Maia Wright) - 2019: Kylie (mit Dastic) - 2019: Day Or Night - 2019: Dynamite (mit Nicky Romero & Amba Shepherd) | - 2020: Make You Mine (feat. Moa Lisa) - 2020: Take Me There (mit Curbi) - 2020: Fallin’ In - 2020: You’re The Future (mit Swacq) - 2020: Face Up To The Sun (mit Justin Mylo feat. Sara Sangfelt) - 2021: I Hope You Know (mit Jonas Aden) - 2021: Get Dirty - 2021: Air - 2021: Harmony (feat. Xillions) - 2022: Pretty Little Words (feat. Zack Hall) - 2022: Here for You (mit Magnificence) - 2022: I Said Too Much - 2022: Closing Time (mit Matluck) - 2022: Best Part Missing - 2022: Supernova (mit RetroVision) - 2022: Ambush (mit Robbie Mendez) - 2022: When The Sun Is Gone (feat. RYVM) - 2023: Dreams Come True (mit Tungevaag) - 2023: Paris to Berlin - 2023: Alone (mit Afrojack) - 2023: Living On Video (feat. DTale) - 2023: Down the River (feat. Travie’s Nightmare) - 2023: The Blonde One (mit Tim Hox) - 2023: Let Me Be Your Fantasy (mit Quintino) - 2023: Womp (mit Firebeatz) |

### Remixe
- 2014: Becky G – Shower (Mike Williams Future Remix)
- 2014: Calvin Harris feat. John Newman – Blame (Mike Williams Future Remix)
- 2014: Ummet Ozcan – Raise Your Hands (Mike Williams & Mesto Future Bootleg)
- 2015: Calvin Harris feat. Ellie Goulding – Outside (Mike Williams Remix)
- 2015: Carly Rae Jepsen – I Really Like You (Mike Williams Future House Bootleg)
- 2015: One Direction – Drag Me Down (Mike Williams Future House Bootleg)
- 2016: Tiësto & Oliver Heldens feat. Natalie La Rose – The Right Song (Mike Williams Remix)
- 2016: Janieck – Feel The Love (Mike Williams Remix)
- 2016: Throttle feat. Lunchmoney Lewis & Aston Merrygold – Money Maker (Mike Williams Remix)
- 2017: Galantis – Hunter (Mike Williams Remix)
- 2017: R3hab feat. Vérité – Trouble (Mike Williams Remix)
- 2018: Dada Life – We Want Your Soul (Mike Williams Remix)
- 2019: Hardwell feat. Conor Maynard & Snoop Dogg – How You Love Me (Mike Williams Remix)
- 2019: Cheat Codes & Daniel Blume – Who’s Got Your Love (Mike Williams Remix)
- 2020: Tiësto feat. Stevie Appleton − Blue (Mike Williams Remix)
- 2020: Topic und A7S − Breaking Me (Mike Williams Remix)
- 2021: Toby Romeo, Felix Jaehn & Faulhaber − Where the Lights Are Low (Mike Williams Remix)
- 2022: Gabry Ponte, Lumix feat. Daddy DJ − We Could Be Together (Mike Williams Remix)
- 2023: Felix Jaehn feat. Sandro Cavazza − All For Love (Mike Williams Remix)
- 2023: Jubël feat. NLE Choppa − Triple A (Mike Williams Remix)

## Auszeichnungen für Musikverkäufe
| Goldene Schallplatte - Dänemark - 2020: für die Single Lullaby - Kanada - 2022: für die Single Feel Good |

Anmerkung: Auszeichnungen in Ländern aus den Charttabellen bzw. Chartboxen sind in ebendiesen zu finden.
| Land/RegionAuszeichnungen für Musikverkäufe (Land/Region, Auszeichnungen, Verkäufe, Quellen) | Gold     | Platin | Verkäufe | Quellen           |
| -------------------------------------------------------------------------------------------- | -------- | ------ | -------- | ----------------- |
| Dänemark (IFPI)                                                                              | Gold1    | —      | 45.000   | ifpi.dk           |
| Deutschland (BVMI)                                                                           | Gold1    | —      | 200.000  | musikindustrie.de |
| Kanada (MC)                                                                                  | Gold1    | —      | 40.000   | musiccanada.com   |
| Österreich (IFPI)                                                                            | Gold1    | —      | 15.000   | ifpi.at           |
| Insgesamt                                                                                    | 4× Gold4 | —      |          |                   |